# Ophiotomidae
Famille
Les Ophiotomidae sont une famille d'ophiures de l'ordre des Ophiurida.

## Liste des genres
Selon World Register of Marine Species (18 novembre 2021) :
- genre Ophiocomina Koehler in Mortensen, 1920 -- 1 espèce
- genre Ophiocopa Lyman, 1883 -- 1 espèce
- genre Ophiomitra Lyman, 1869 -- 11 espèces
- genre Ophiopristis Verrill, 1899 -- 9 espèces
- genre Ophiotoma Lyman, 1883 -- 8 espèces
- genre Ophiotreta Verrill, 1899 -- 12 espèces

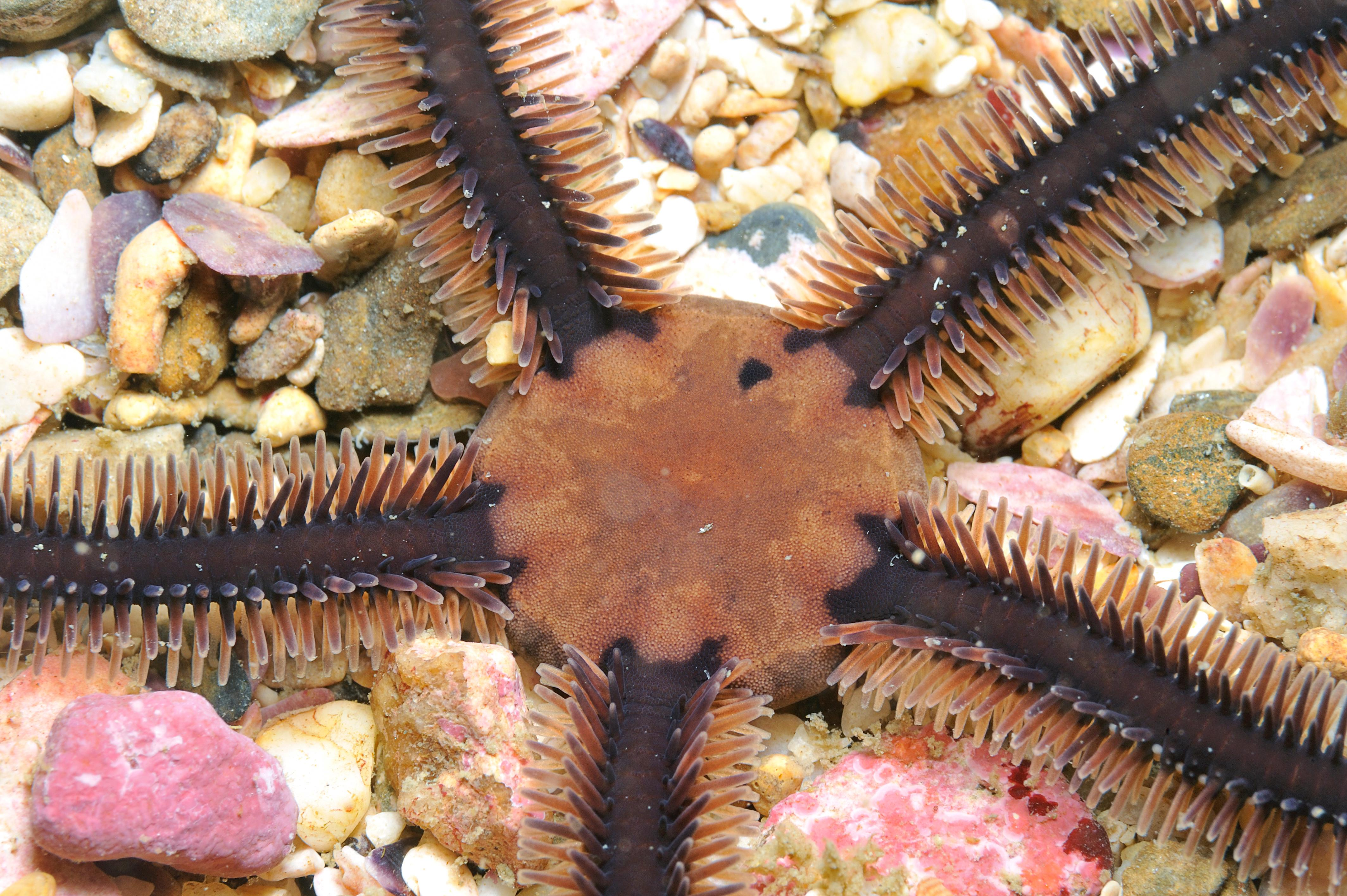
Ophiocomina nigra.
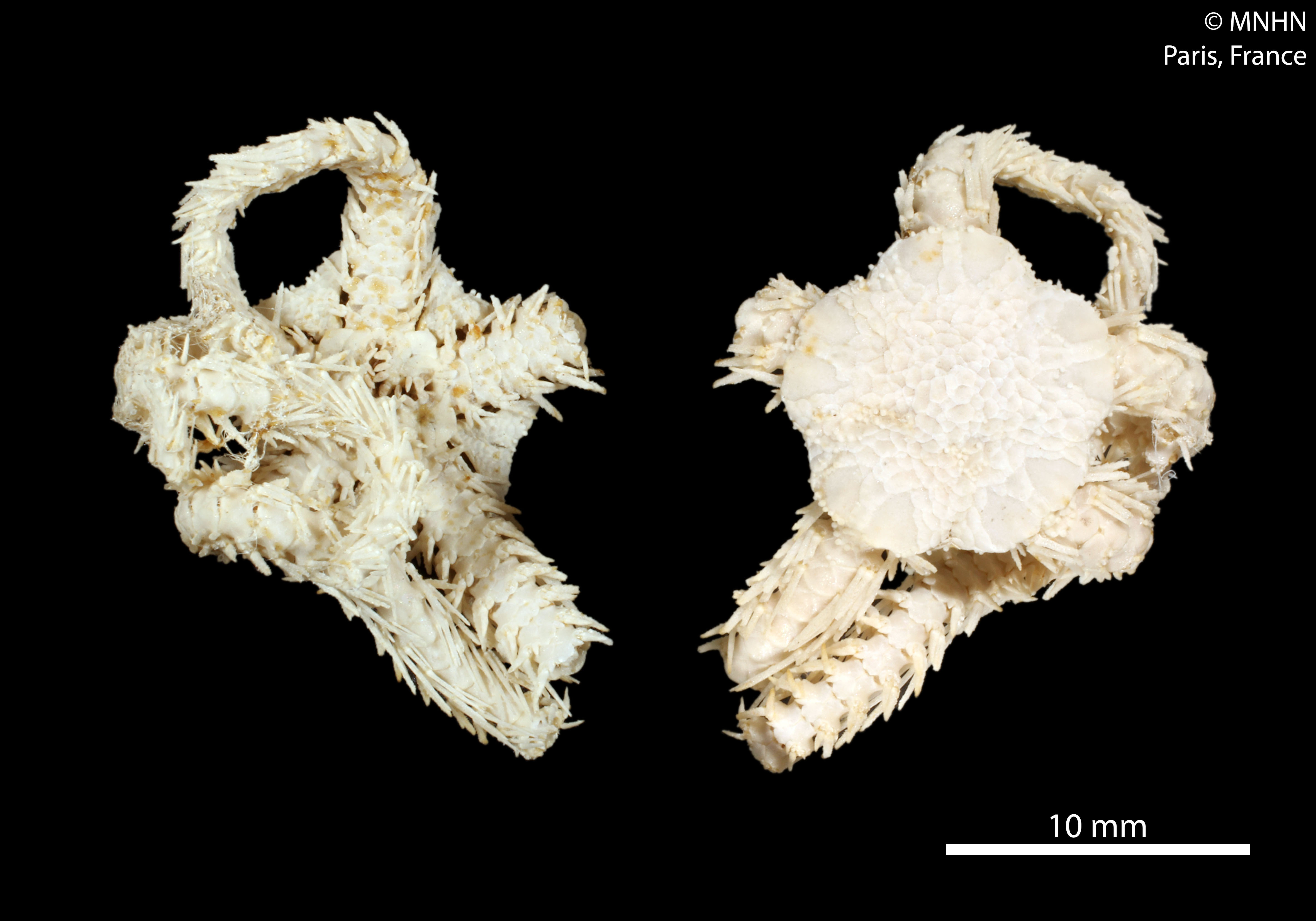
Ophiomitra granifera.
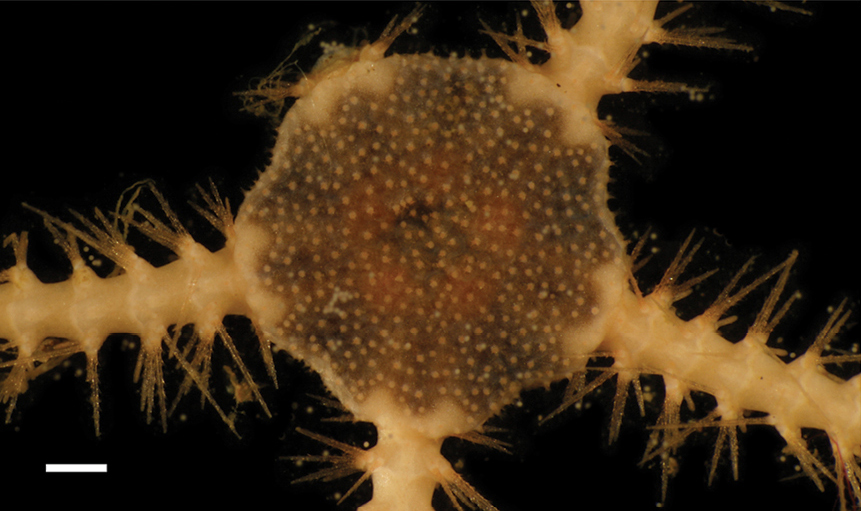
Ophiomitra partita.
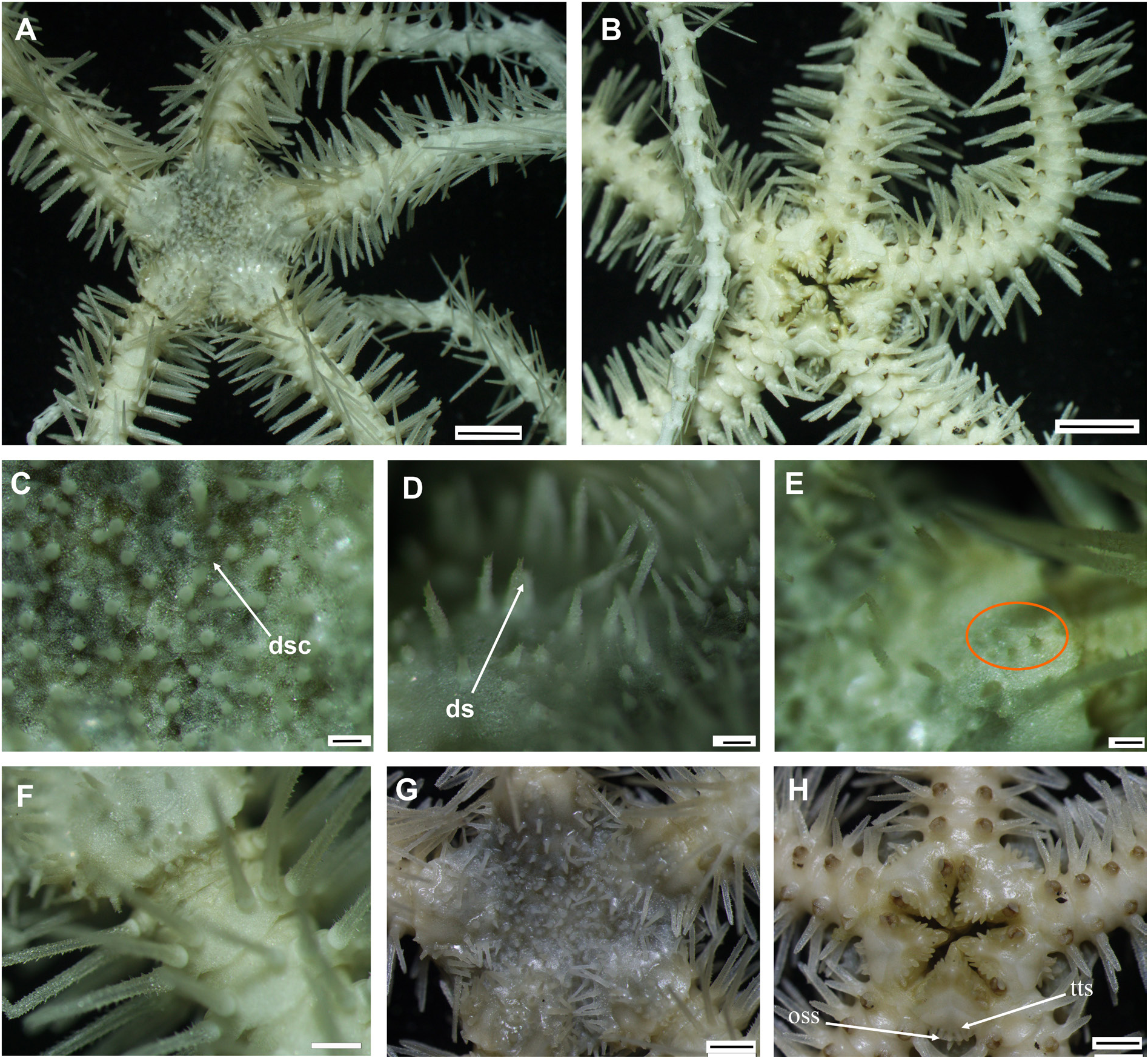
Ophiopristis shenhaiyongshii.
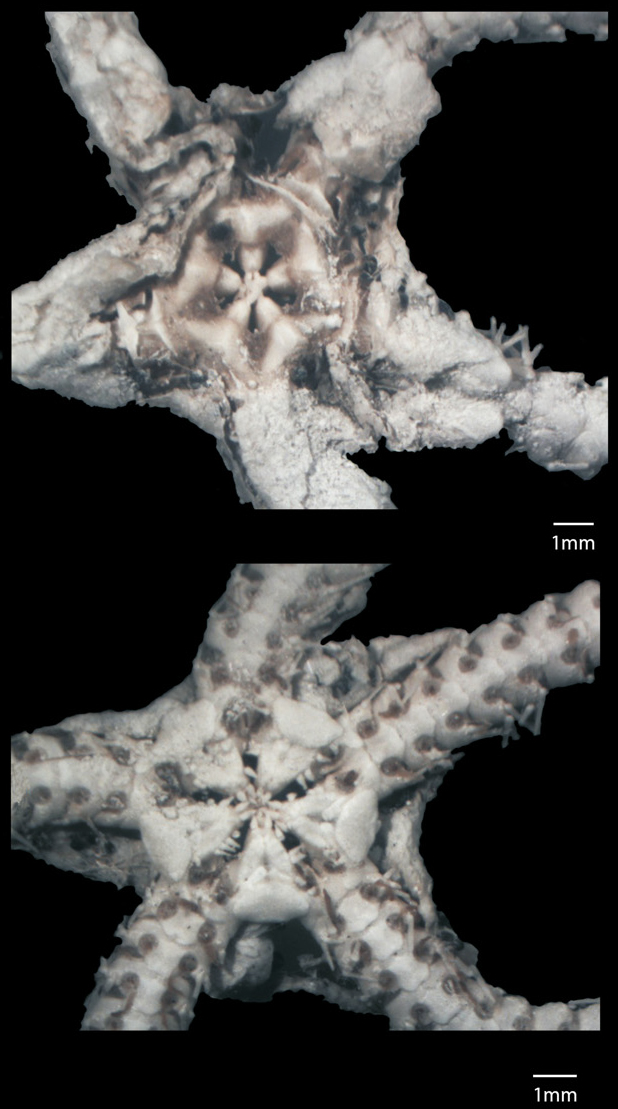
Ophiotoma alberti.
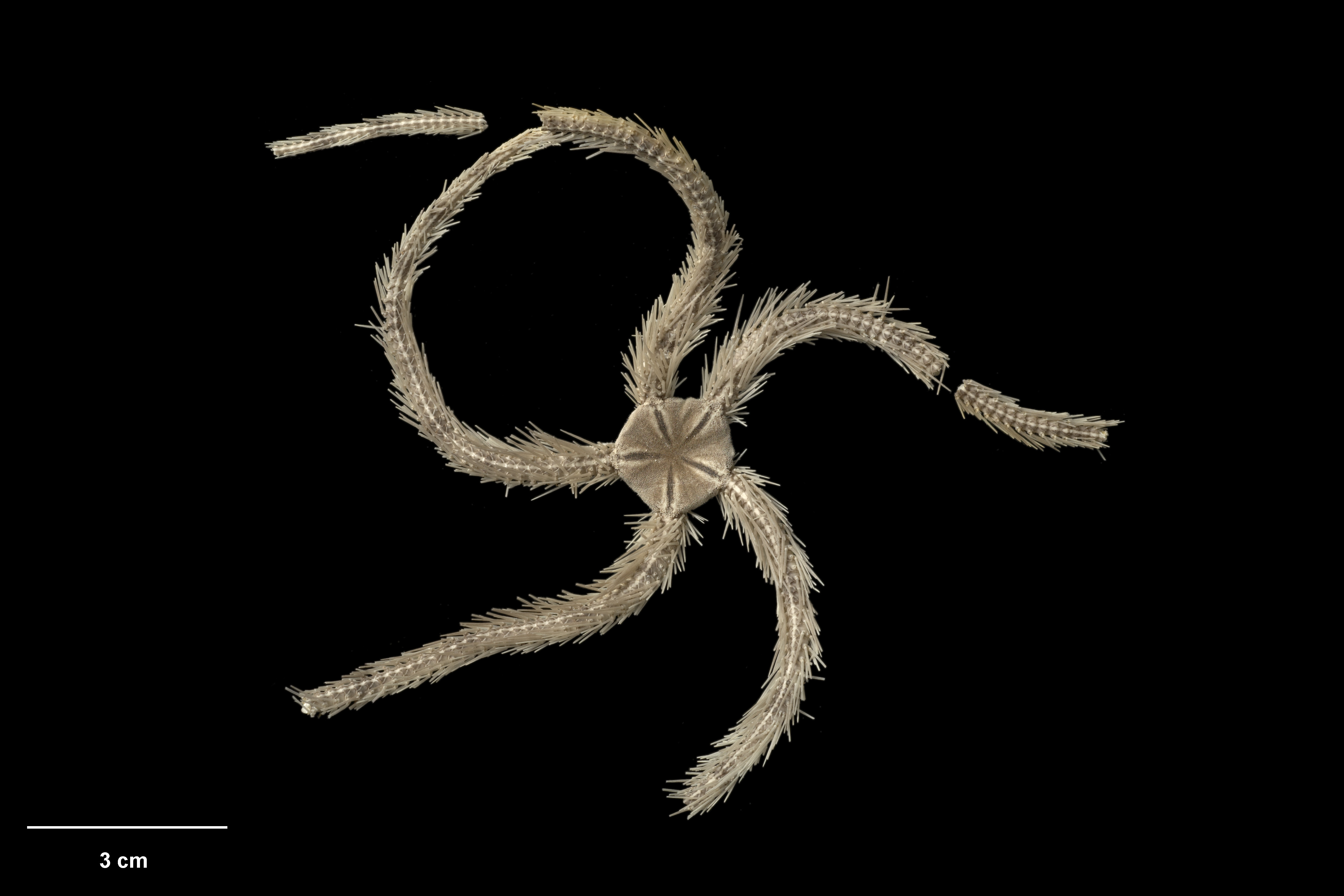
Ophiotreta larissae.